# Ле Стрейндж, Джон, 4-й барон Стрейндж из Блэкмера
Джон ле Стрейндж (англ. John le Strange; приблизительно 1332 — 12 мая 1361) — английский аристократ, 4-й барон Стрейндж из Блэкмера с 1360 года. Второй сын Джона ле Стрейнджа, 2-го барона Стрейнджа из Нокина, и Анкарет Ботелер. Его старший брат Фульк умер вслед за отцом в 1349 году, оставив только двух дочерей, у которых не было детей. Поэтому семейные владения перешли к Джону, а 3 апреля 1360 года Джона вызвали в парламент как очередного барона Стрейнджа из Блэкмера. В том же году Стрейндж выполнял обязанности мирового судьи в Шропшире.
Барон был женат на Мэри Фицалан, дочери Эдмунда Фицалана, 9-го графа Арундела, и Элис де Варенн. В этом браке родились сын Джон (приблизительно 1353—1375), 5-й барон Стрейндж из Блэкмера, и дочь Анкарет (приблизительно 1361—1415), жена Ричарда Толбота, 4-го барона Толбота, и Томаса Невилла, 5-го барона Фёрниволла.